# Щерба Іван Омелянович
Іван Омелянович Ще́рба (14 березня 1925, с. Свіржова Руська Ясельського повіту, тепер Польща — 20 січня 2014, Львів) — педагог, громадський діяч.

## Життєпис
Народився 14 березня 1925 року в родині заможного національно свідомого селянина Омеляна Щерби в гірському селі Свіржові-Руській, колишнього Ясельського повіту на Лемківщині.
Навчався у містечку Дукля, а у 1940–1944 роках — в Українській учительській семінарії в місті Криниця.
У березні 1944 році здав матуру в Українській вчительській семінарії й одержав посаду директора школи в селі Липній Горлицького повіту, встановив контакти зі станицею ОУН у селі Гладишеві. У серпні 1944 року у зв'язку з наближенням фронту до Дукельського перевалу, школи в Західній Лемківщині припинили свою роботу. Іван пішов у підпілля і згодом вступив у ряди УПА.
У 1945 році переселений у Радянську Україну. Працював директором початкової школи у селі Скнилівок біля Львова. У 1954 році закінчив факультет іноземних мов Львівського державного університету імені Івана Франка. Перейшов на роботу завідувачем методичного кабінету у Брюховичах, був інспектором шкіл Брюховицького відділу народної освіти.
З 1966 року працював завідувачем кабінету іноземних мов Львівського обласного інституту вдосконалення вчителів. У 1985 році вийшов з роботи в Інституті післядипломної освіти на заслужений відпочинок.
Дружина: Катерина Щерба (1929—2023) — зв'язкова командирів УПА.
Помер у Львові 20 січня 2014 року, не доживши трохи менше двох місяців до свого 89-го дня народження, похований на Марсовому полі.

## Діяльність
Опрацював ряд методичних рекомендацій для вчителів іноземних мов. У співавторстві розробив типову схему комплексної системи управління якістю підготовки учнів. З його ініціативи було відкрито 15 шкіл з поглибленим вивченням іноземних мов.
Брав участь у роботі наукових конференцій різного рівня. Він сумлінний працівник львівського товариства «Меморіал» імені Василя Стуса, товариства «Лемківщина» (член правління). Автор численних матеріалів у місцевій пресі, а також статей на лемківську тематику в тижневику «Наше слово», квартальнику «Лемківщина» (США), послідовний пропагандист історії та культури рідного краю.
Створив і очолив осередок Народного Руху України в Залізничному районі міста Львова і був обраний делегатом реґіональної конференції НРУ у Львові. На організованих ним конференціях світ довідався про брутальну депортацію українського населення з Польщі, яка роками була замовчувана, а переселення трактувалося як добровільне.
Іван Щерба мав велику пошану й повагу серед лемківської громади в Україні і діаспорі, товариств «Надсяння», «Холмщина», Всеукраїнського братства ОУН і УПА, громадськості Львова й області.